# Melanie Fischer
Melanie Fischer (* 27. Jänner 1986) ist eine österreichische Fußballspielerin. Seit der Saison 2007/08 steht sie beim Bundesligisten FC Wacker Innsbruck unter Vertrag.

## Karriere

### Vereine
Fischer begann fünfjährig beim SC Steinertor Krems in Niederösterreich mit dem Fußballspielen und gehörte nach zehn Spielzeiten bereits mit 15 Jahren der ersten Mannschaft der SV Neulengbach in der Frauen-Bundesliga an. In den drei Spielzeiten gewann sie mit der Mannschaft 2003 und 2004 die Österreichische Meisterschaft, 2003 und 2004 den ÖFB-Ladies-Cup. Mit dem Gewinn des zweimaligen Doubles verließ sie den Verein und wechselte nach Deutschland.
Für den Bundesligisten FC Bayern München absolvierte sie zwei Spielzeiten, in denen sie 29 Punktspiele bestritt und drei Tore erzielte. Bei ihrem Debüt am 5. September 2004 (1. Spieltag) beim 3:2-Sieg im Heimspiel gegen den FFC Heike Rheine erzielte sie ihr erstes Tor mit dem Treffer zum 1:0 in der 28. Minute. Nachdem sie in ihrer Premierensaison 19 von 22 Bundesligaspielen bestritten hatte, waren es in der Folgesaison deren nur noch zehn; sie verließ den FC Bayern in der Winterpause und kehrte nach Österreich zurück.
Dort schloss sie sich der niederösterreichischen SG Ardagger/Neustadtl im Bezirk Amstetten an. In der Saison 2006/07 erreichte sie mit der Mannschaft den vierten Rang – die beste Platzierung der Mannschaft, wie auch in deren Aufstiegssaison 2002/03.
Seit der Saison 2007/08 spielt sie für den FC Wacker Innsbruck, der in ihrer Premierensaison in die Bundesliga aufgestiegen war. Fischer ist Spielführerin der Mannschaft.

### Nationalmannschaft
Für die A-Nationalmannschaft bestritt sie 20 Länderspiele, in denen sie zwei Tore erzielte. Am 5. Mai 2002 bestritt sie in Livingston im Qualifikationsspiel für die Weltmeisterschaft 2003, beim 5:0-Sieg gegen Schottland ihr erstes Länderspiel; sie wurde in der 66. Minute für Irene Fuhrmann eingewechselt. Ihr erstes Länderspieltor erzielte sie am 10. Mai 2003 in Waidhofen an der Ybbs beim 11:0-Sieg im Qualifikationsspiel für die Europameisterschaft 2005 gegen Armenien mit dem Treffer zum 10:0 in der 83. Minute, 15 Minuten nach ihrer Einwechslung für Birgit Hufnagl. Ihr letztes Länderspiel absolvierte sie am 19. November 2011 beim 1:0-Sieg im Qualifikationsspiel für die Europameisterschaft 2013 gegen Portugal in Pombal.

## Erfolge
- Österreichischer Meister 2003, 2004 (mit der SV Neulengbach)
- Österreichischer Pokalsieger 2003, 2004 (mit der SV Neulengbach)

## Auszeichnungen
- Österreichische Fußballerin des Jahres
  - 2004 nach VdF-Fußballerwahl (gewählt von der Vereinigung der Fußballer)